# Prudy (Kaliningrad, Gurjewsk)
Prudy (russisch Пруды, deutsch Kadgiehnen) ist ein Ort in der russischen Oblast Kaliningrad. Er gehört zur kommunalen Selbstverwaltungseinheit Stadtkreis Gurjewsk im Rajon Gurjewsk.

## Geographische Lage
Prudy liegt etwa zwölf Kilometer östlich der Rajonshauptstadt Gurjewsk (Neuhausen) an der Kommunalstraße 27K-070 von Dobrino (Nautzken) nach Pribreschnoje (Palmburg). Die nächste Bahnstation ist Dobrino an der Bahnstrecke Kaliningrad–Sowetsk (Königsberg–Tilsit).

## Geschichte
Das bis 1946 Kadgiehnen genannte Dorf bestand damals aus mehreren großen und kleinen Höfen. Zwischen 1874 und 1945 war es in den Amtsbezirk Wanghusen (heute russisch: Gribojedowo) eingegliedert. Er gehörte zum Landkreis Labiau im Regierungsbezirk Königsberg der preußischen Provinz Ostpreußen.
Als Kriegsfolge kam Kadgiehnen mit dem nördlichen Ostpreußen 1945 zur Sowjetunion. Im Jahr 1950 erhielt der Ort die russische Bezeichnung Prudy und wurde gleichzeitig dem Dorfsowjet Jaroslawski selski Sowet im Rajon Gurjewsk zugeordnet. Später gelangte der Ort in den Dobrinski selski Sowet. Von 2008 bis 2013 gehörte Prudy zur Landgemeinde Dobrinskoje selskoje posselenije und seither zum Stadtkreis Gurjewsk.

### Einwohnerentwicklung
| Jahr | Einwohner |
| ---- | --------- |
| 1910 | 102       |
| 1933 | 80        |
| 1939 | 81        |
| 2002 | 12        |
| 2010 | 14        |

## Kirche
Kirchlich war die mehrheitlich evangelische Bevölkerung Kadgiehnens vor 1945 nach Kaymen (1938–1946 Kaimen, heute russisch: Saretschje) orientiert. Die Pfarrei lag im Kirchenkreis Labiau (russisch: Polessk) innerhalb der Kirchenprovinz Ostpreußen der Kirche der Altpreußischen Union. Heute liegt Prudy im Einzugsbereich zweier in den 1990er Jahren neu entstandenen evangelisch-lutherischen Gemeinden: Marschalskoje (Gallgarben) und Polessk (Labiau). Beides sind Filialgemeinden der Auferstehungskirche in Kaliningrad (Königsberg) in der Propstei Kaliningrad der Evangelisch-lutherischen Kirche Europäisches Russland (ELKER).